# 美国短毛猫
美国短毛猫（英語：American Shorthair）是原产美国的一种猫，其祖先为欧洲早期移民带到北美的猫种，与英國短毛猫和歐洲短毛猫同類。据记载，五月花号上携带了数只猫以帮助除鼠。该品种的猫是在街头巷尾收集来的猫当中选种、并和进口品种如英国短毛猫、缅甸猫和波斯猫杂交培育而成。美国短毛猫在欧洲很罕见，但在日本颇受好评，在美国国内也较受欢迎。
美国短毛猫的特点是外观漂亮，活泼，性格温柔，容易和人类相处，很适合家庭饲养，寿命一般为15到20年。美国短毛猫约有80多种毛色和外观。包括褐虎斑、银斑等等。其中较著名的是银虎斑，这种猫毛发背景为银色，覆盖有浓厚的黑色斑纹。美国短毛猫在1966年正式定名，以纪念其原产地美国。

## 外表

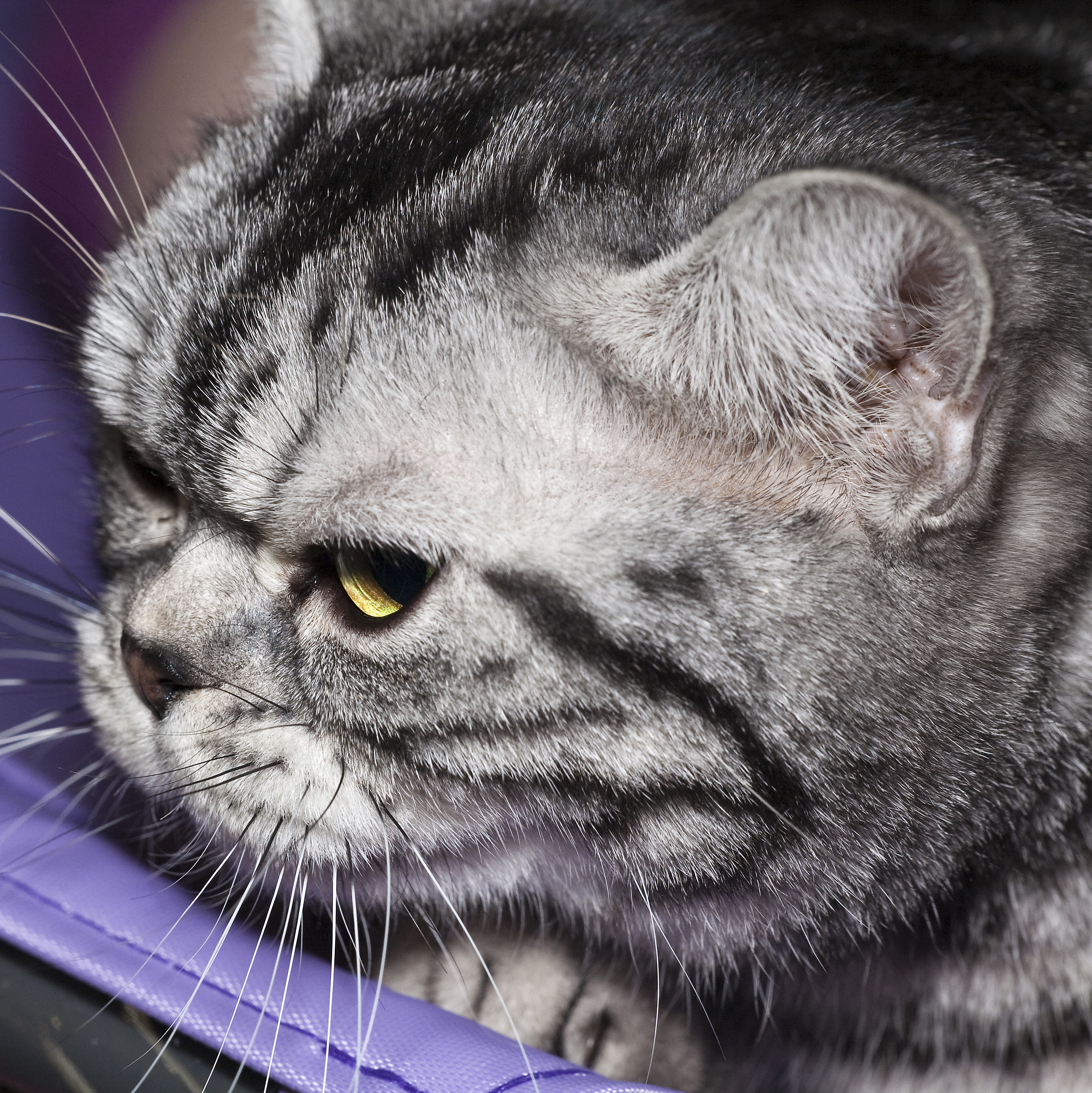
短鼻子、銀色花紋是主要受歡迎的特徵

### 頭
頭大面頰飽滿，耳朵大小中等，耳尖略圓，兩耳距離為眼睛距離的兩倍。

### 前額
前額平滑，在頭頂適當地突出，從正面看過去，兩耳之間並沒有明顯的隆起。

### 眼睛
眼睛大而上眼瞼尤如一粒由中間破開的杏仁，下眼瞼則是圓形，外眼角位置較內眼角高，明亮，清澈及機靈。

### 鼻子
鼻子長度中等，從側面看，向內彎的鼻樑從前額伸延至鼻尖，不會看來像異國短毛貓般凹鼻的外形。鼻子颜色多为黑色，成年多为砖红色。

### 咀
咀的肌肉成方形，顎骨強壯，下巴紮實及充分地展開，且内收，流线健美，與上唇成平衡線。与英国短毛猫下颚肥大成鲜明对比

### 頸部
頸部長度中等，且強壯有肌肉。

### 皮毛
皮毛短、厚、均勻及質地較硬。顏色及斑紋方面有超過80種，而銀虎紋和啡虎紋則最為人熟識。

### 身長
身長略長於其高度，從側面看，身體能均分為三等份，尾巴長度相等於肩膊至尾巴底部的長度。

### 體重
雄性成貓體重在11至15磅之間，而雌性則在8至12磅之間。